# Astragalus brevialatus
Astragalus brevialatus es una especie de planta del género Astragalus, de la familia de las leguminosas, orden Fabales.
Fue descrita científicamente por H. T. Tsai, T. T. Yu, Bull. Fan Mem. Inst. Biol., Peiping & Bot. Ser.